# زبان نیافراتی
زبان نیافراتی (به انگلیسی: Proto-Euphratean language) زبانی منقرض‌شده در منطقه میان‌رودان و هلال حاصلخیز بود. نیا-فراتی یک زبان یا زبان‌های طبقه‌بندی‌نشده فرضی است که به اعتقاد برخی از آشورشناسان مانند ساموئل نوآه کریمر زبان زیربنایی مردمی است که پیش از سومریان و سامیان در عراق و سوریه کنونی می‌زیستند و کشاورزی را در اوایل دوره عبید (۵۳۰۰ تا ۴۷۰۰ قبل از میلاد) وارد جنوب عراق کردند.
برای نخستین بار، اسپایزر ریشه‌شناسی «پیش سومری» تعدادی از نام‌های بین‌النهرین را پیشنهاد کرد، اما اساساً، بستر اولیه فرات توسط بنو لندزبرگر توسعه داده شد. در آن زمان پیوندهایی با فرهنگ حلف و سوبارتو پیشنهاد شد.
دیاکونوف و آردزینبا این زبان‌های فرضی را با فرهنگ سامراء و حسونا یکی دانستند.
ایگور دیاکونوف و ولادیسلاو آردزینبا اصطلاح متفاوتی را به نام زبان‌های موزی را بر اساس ویژگی مشخصه نام‌های شخصی متعددی که در متون سومری به اثبات رسیده است، پیشنهاد کرده‌اند، مانند تکرار هجاها (مانند: کلمه انگلیسی banana Inanna, Zababa, Chuwawa/Humbaba, Bunene)، و غیره. همین ویژگی در برخی از زبانهای طبقه‌بندی نشده دیگر، از جمله مینوئی نیز تأیید شده است. بعلاوه، زبان‌شناس اسپانیایی خوسبا لاکارا معتقد است که این ویژگی برای حالت‌های اولیه زبان باسک نیز بود.
ظاهراً چندین نام از فرمانروایان هیکسوس نیز همین ویژگی را داراست: برخی از نام‌های آنها مانند بنون، آپوفیس و غیره منشأ غیر سامی داشتند. البته نام پیش-دجله‌ای نیز مورد استفاده برخی محققین قرار گرفته است.
بنو لندزبرگر و دیگر آشورشناسان استدلال کردند که با بررسی ساختار نام مشاغل سومری، و همچنین نام‌های نامی و هیدرونیمی، می‌توان گفت که زمانی گروهی از مردمان قبلی در منطقه وجود داشته‌اند که به زبانی کاملاً متفاوت صحبت می‌کرده‌اند، که اغلب به عنوان نیا-فراتی خوانده می‌شود. طبق گفته لندزبرگر و میکالوفسکی نام مکان‌ها، نام خدایان و اصطلاحات فنی غیرشفاف از نظر مورفولوژیکی و بیشتر واژگان نامی در بین‌النهرین جنوبی ریشه سومری یا سامی ندارند.
روبیو با این استدلال که شواهدی از وام گرفتن از بیش از یک زبان وجود دارد، فرضیه زیرلایه را به چالش کشید. این نظریه اکنون در این زمینه غالب است. (پیوتر میکالوفسکی، گرد اشتاینر و غیره).
یک پیشنهاد مرتبط توسط گوردون ویتاکر این است که زبان متون پیش ادبی مربوط به اواخر دوره اوروک (حدود ۳۳۵۰–۳۱۰۰ قبل از میلاد) مربوط به یک زبان هندواروپایی اولیه است که او آن را نیافراتی می‌نامد. استدلال می‌شود که سیستم نوشتاری خط میخی، واژگان سومری و اکدی و نام مکان‌های جنوب بین‌النهرین آثاری از یک زبان هندواروپایی اولیه را حفظ کرده است، در واقع کهن‌ترین زبان در بیش از یک هزاره است. علاوه بر این، این شواهد به اندازه کافی دقیق و سازگار است تا تعدادی از ویژگی‌های زبان هندواروپایی پیشنهادی، فرات، را بازسازی کند و طرحی از الگوهای فرهنگی فرات را ترسیم کند. او معتقد است، سخنوران زبان نیافراتی از منطقه ای در شمال به نواحی سومر آمده‌اند، یعنی جایی در آناتولی (رنفرو، ۱۹۸۷) یا جنوب قفقاز (گامکرلیدزه و ایوانف، ۱۹۹۵، ۲۰۱۰) که مطالعات ژنتیکی جدید از آن پشتیبانی می‌کنند (رایش، ۲۰۲۳). همچنین او محل تجمع آنان را تمدن دره فرات می‌نامد.
زبان بخش بزرگی از مردمان باستان در شرق رود دجله، خصوصاً در هزاره سوم پیش از میلاد زبانی بوده که در اصطلاح زبانشناختی این نوع از زبانها، زبان “بناناً نامیده می‌شوند؛ زیرا همانند کلمه انگلیسی بنانا به معنای موز، بخشی از کلمه دوباره تکرار می‌شود. اسامی اهالی گاسور، خَمازی، لوللوبوم، گوتیوم و سیمورروم و … در این دوران این خصیصه را داشته‌اند. زیزی (پادشاه خَمازی)، ایتی تی، اَبابا، بِلی لی از جملهٔ این نامها هستند.
از لحاظ باستان‌شناختی، پیش‌فراتی‌ها به قوم عبید شهرت دارند. آنان در سومر باستان، نخستین کشاورزان، گله‌داران، ماهیگیران، بافندگان، صنعتگران، کوزه‌گران و معماران بودند. با توجه به شواهد باستان شناختی، این پیش‌فراتی‌ها، یا عبیدی‌ها، کشاورزان متهوری بودند که در سراسر سرزمین سومر تعدادی دهکده و شهر به وجود آوردند و اقتصادی روستایی و با ثبات ایجاد کردند. اگر سفالینه هارا به عنوان یک معیاری اطمینان‌بخش به‌شمار آوریم، چنین به نظر می‌رسد که مردم دوره عبید، از ایران آمده باشند. امکان دارد که بعضی از آنها، در هزاره سوم پیش از میلاد از سوباری‌ها بوده باشند. واژگان هندواروپایی مختلفی مانند پَتِه، لَگَش و … از این زبان، وارد زبان‌های بعدی میان‌رودان شده است.
سومریان پدیدآورندهٔ خط میخی نبوده‌اند و قومی که پیش از سومریان ساکن میان‌رودان بوده‌اند این خط را پدیدآورده‌اند. این مردم بومی بین‌النهرین که نوشتن را خلق کردند نیافراتی نامیده می‌شوند. نام بیشتر شهرهای باستانی به خط سومری نوشته می‌شد؛ اما تلفظش به غیر از آن چیزی است که می‌بینیم و این نیز تأییدکننده این موضوع است.